# 켄야사우루스
켄야사우루스(학명:Kenyasaurus mariakaniensis)는 기룡목 탕가사우루스과에 속하는 기룡이다. 지금은 멸종된 종으로 몸길이가 4~6m인 거대한 기룡에 속한다.

## 특징
켄야사우루스(Kenyasaurus)는 케냐 남동부의 코스트 지방의 얼리 트라이아스기 시대부터 알려진 아마도 탕가사우루스와 가까운 친척일 가능성이 있는 기저 신디랍시드의 속이다. 그것은 켄야사우루스 마리아카니엔시스라는 단일 종을 포함하고 있다. 켄야사우루스는 상대적으로 작고 약하게 만들어진 일반적인 도마뱀과 같은 형태다. 켄야사우루스 원론적 설명에서 해리스와 캐럴(1977)은 잘 발달된 흉골에 근거하여 그것을 "어수치아"(아라이오스셀리스보다 더 발전된 모든 다이오피드를 유닛화시키곤 했던 소멸된 클라드)에 할당했고, 제5 원위 타르살은 별도의 원소가 아니라 제5위 메타타르살은 후크되지 않는다. 작은 크기와 일반적인 신체 비율로 볼 때 수생 어수안 탕가사우루스, 호바사우루스(탄자니아와 마다가스카르 출신)와 가장 밀접한 관련이 있는 것으로 평가되었다. 해리스와 캐롤은 그것의 꼬리는 탕가사우루스처럼 수영 기관으로 특화되지 않는다고 언급했다. 필립 J. 커리(1982)는 탕가사우루스와 다른 "여수치안"과의 관계를 다시 피했다. 그는 5가지 자동포모르피에 근거하여 켄야사우루스를 진단했다. 등지부에는 낮지만 무테로포스테리적으로 긴 신경 가시와 56개의 까우달 척추뼈, 28쌍의 까우달 늑골과 횡적 과정을 가지고 있다. 아스트라갈루스는 원시 L자형이 아닌 거의 삼각형 모양이며, 페로네우스 브레비스의 삽입을 위한 다섯 번째 메타타르에 공정을 발음했다. 커리(1982)는 탕가사우루스과 내에 다음과 같은 두 하위 가족을 통합했다. 켄야사우루스과에(켄야사우루스와 타데오사우루스를 포함하기 위해 지명한 이름)와 탕가사우르니에(수생 탕가사우르스와 호바사우루스를 포함하기 위해 지명한 이름)이다. 그는 탕가사우루스과와 영니나를 그가 이름지은 슈퍼패밀리 영니노이데아에서 함께 연합했다. 큐리(1980년)는 아케로소돈토사우루스의 이름을 지어, 쇄골 영인목에서 영미노이데아와 동맹을 맺었다. 커리의 영인균군 분류는 대규모와 컴퓨터 분석을 수행하기 전에 많은 과학자들에 의해 받아들여졌다. 계통생리학적 분석을 사용하는 보다 최근의 연구들은 대개 영니노이데아나 영인균류 모두 단핵생성이라는 것을 시사한다. 콘스탄체 비켈만, 요하네스 뮐러, 로버트 R. Reisz(2009)는 Acerosodontosaurus를 재탈출하고 그것을 위한 수중 생활 방식을 제안했다. 이들의 분석은 아래에 제시되어 있으며, "영인형목"에서 두 개의 뚜렷한 가족에 대한 지지를 발견했는데 그것은 수생 탕가사우루스과와 육지 영인대( 탕가사우루스과와 부분 폴리토미)이다. 그러나, 그들은 켄야사우루스가 그 가족들 중 어느 가족에도 포함되지 않는 것에 대한 지지를 발견하지 못했다. 더 많은 해결된 결과는 Reisz 외 연구진(2011)이 Orovenator에 대한 설명에서 얻었다. 그러나, 그 결과들은 단편적인 세금인 갈레스피루스, 켄야사우루스, 팔래아가마, 사우로스테르논을 분석에서 제외할 것을 요구하였다. 켄야사우루스는 케냐 국립박물관에서 주최하는 목, 가슴대들, 앞다리 등이 많이 부족한 잘 보존되고 부분적으로 완성된 후골격인 홀형 표본 KNM-MA1에서만 알려져 있다. 그것은 케냐 남동부의 맘바사에서 25마일 떨어진 곳에 위치한 마리아카니 지역에서 발견되었다. 마지야 첨비침대(마지야촉비편성)의 상부에서 수집되었다. 이들 침대는 미들두루마 샌드스톤 시리즈(두루마 그룹)의 하부를 형성하고 있으며, 탄자니아와 마다가스카르의 침대와 암석학적 유사성을 바탕으로 약 2억510만 년 전 초기 트라이아스기 시대의 인두란과 올레네키아 단계까지 연대를 이루었다. 이러한 표본은 현재에 이 침대에서 알려진 유일한 파충류 화석을 나타낸다. 켄야사우루스는 처음에 존 M에 의해 묘사되고 이름이 지어졌다. 해리스와 로버트 L. 캐롤은 1977년에 종류별로 켄야사우루스 마리아카니엔시스(Kenyasaurus mariakaniensis. 총칭은 알려진 유일한 표본이 발견된 케냐와 "마법사"라는 뜻의 그리스 사우로스 이름에서 유래되었다. 구체적인 명칭은 마리아카니속(Mariakani속)의 유형별 지역성 이름에서 유래한다. 양턱에는 크고 강력한 톱니 모양의 이빨을 가지고 있으며 이를 통해 먹이를 사냥했을 것으로 보인다. 먹이로는 당대에 서식했던 물고기, 갑각류, 무척추동물을 주로 잡아먹고 살았을 육식성의 포식자로 추정되는 종이다.

## 생존시기와 서식지와 화석의 발견
켄야사우루스가 생존하던 시기는 중생대의 트라이아스기 후기로서 지금으로부터 2억년전~1억 8천만년전에 생존했던 공룡이다. 생존했던 시기에는 북아메리카를 중심으로 하는 대서양과 태평양에서 주로 서식했던 종이다. 화석의 발견은 1977년에 캐나다의 트라이아스기에 형성된 지층에서 캐나다의 고생물학자인 해리스와 로버트 L. 캐롤에 의해 처음으로 화석이 발견되어 새롭게 명명된 종이다.

## 같이 보기
- 파충류
- 중생대
- 트라이아스기
- 기룡
- 공룡
- 화석